# The Pierces
The Pierces — музичний гурт з Нью-Йорка, заснований у 2000 році, двома сестрами Еллісон і Кетрін Пірс.

## Біографія і кар'єра
Сестри Кетрін Пірс (англ. Catherine Eleanor Pierce) та Еллісон Пірс (англ. Allison Margaret Pierce) родом із Бірмінгема (Алабама, США). Еллісон старша за Кетрін на 2 роки (1975 та 1977). Вони отримали домашню початкову освіту від своїх батьків: батька — музиканта і матері — художниці. Дівчаткам з наймолодшого віку заохочувалась тяга до мистецтва і вони швидко навчилися грати на гітарі та злагоджено співати. Попри те, що кожна із них здобула танцювальну освіту, в 1995 році Кетрін та Еллісон залишили танці заради вступу в Університет Овберн (Auburn University) і почали займатися музикою.
Корпорація Sony незабаром зацікавилася дуетом, і сестри Пірс переїхали в Нешвілл, щоб записати свій дебютний альбом The Pierces (2000). Співпраці не вийшло через відсутність підтримки лейблу.
Переїхавши в Нью-Йорк, сестри Пірс продовжували писати пісні, виступали в клубах і в приватних резиденціях по всьому місту. Наполегливість окупилася новою угодою, цього разу із Universal Music Group, і виходом альбому Light of the Moon (2005).
У 2007 році вийшов їх 3-й альбом Thirteen Tales of Love and Revenge.
В грудні 2007 року The Pierces з'явилися в серіалі «Пліткарка» (англ. Gossip Girl) і виконали 3 свої пісні, Secret, Boy in A Rock And Roll Band і Three Wishes.
У 2008 році The Pierces брали участь у записі альбому When the World Comes Down американського гурту The All-American Rejects у треці «Another Heart Calls».
В березні 2010 року з'явилася інформація, що співпродюсерами наступного альбому The Pierces стали Гай Беррімен та Рік Сімпсон, які працювали з гуртом Coldplay.
Пісня «Secret» ввійшла в саундтрек до серіалу «Милі ошуканки», крім того, вона звучить в промо-ролику 3-го сезону серіалу «Декстер» і фільму «Здохни!».
Пісня «Sticks and stones» з'явилася в рекламі пива «Essa».

## Склад
- Еллісон Пірс (темне волосся) — вокал і гітара.
- Кетрін Пірс (світле волосся) — вокал і ударні

## Дискографія

### Альбоми
- The Pierces — 24 жовтня 2000 року
- Light of the Moon — 25 січня 2005 року
- Thirteen Tales of Love and Revenge — 20 березня 2007 рок
- You & I — 23 травня 2011 року
- TBA — 2013 рік

### Сингли
| Назва          |
| -------------- |
| «Boring»       |
| «Lights On»    |
| «A Way to Us»  |
| «Three Wishes» |
| «Secret»       |